# Cassie Scerbo
Cassandra "Cassie" Lynn Scerbo (Nueva York, 30 de marzo de 1990) es una actriz, cantante y bailarina estadounidense.

## Carrera
Desciendiente de italianos, Scerbo nació en Long Island, Nueva York, vivió luego en Florida y actualmente reside en Los Ángeles, California. Tiene dos hermanos llamados Johnny y Alaina. 
Forma parte del grupo musical Slumber Party Girls. Interpretó a "Brooke" en la película Bring It On: In It to Win It. Escribe también una columna de consejos en la revista KEWL, y actuó en la serie de la ABC Make It or Break It.

## Discografía

### Álbumes
- Dance Revolution (2006)

### Sencillos
- "Betcha Don't Know" (2008)
- "Sugar and Spice" (2008)
- "Top of the World" (2008)

## Filmografía
- Dance Revolution (TV, 2006 - 2007)
- Bring It On: In It to Win It como Brooke (2007)
- Soccer Mom como Tiffany (2008)
- Not Another Not Another Movie como Ursula (2009)
- Puri Kura como Cobbwebb (2009)
- Make It or Break It como Lauren Tanner (TV, desde 2009-2012)
- Bleachers... Sara Mcline (2010)
- Teen Spirit (2011)
- Sharknado (2013)
- My Life as a Dead Girl como Britney (2014)
- Sharknado 3 Oh Hell No! (2015)
- Sharknado The 4th awakens (2016)
- Sharknado 5: Aletamiento global (Sharknado 5: Global Swarming) (TV, 2017)
- Almas gemelas (The perfect soulmate) (TV, 2017)
- Truth or dare (TV, 2017)
- Graffiti (cortometraje, 2017)
- Randy Cunningham 9th Grade Ninja (2012-presente) como Heidi Winnerman